# Абалдуев, Платон Никитич
Платон Никитич Абалдуев (около 1730—1788) — генерал-майор, герой войны против польских конфедератов.

## Биография
В военную службу вступил в 1748 году, служил по армейской кавалерии.
В 1766 году Абалдуев был назначен полковником Нарвского карабинерного полка и с 1768 года он воевал против польских конфедератов.
12 апреля 1773 года произведён в генерал-майоры. С 1775 года Абалдуев состоял при Московской дивизии и присутствовал в военной конторе в Москве, в конце 1776 года вышел в отставку.
Умер в 1788 году.

## Награды
14 июля 1772 года награждён орденом св. Георгия 4-й степени (№ 157 по кавалерскому списку Судравского и № 185 по списку Григоровича — Степанова):
За храброе и мужественное разбитие в воеводстве Плоцком возмутительского предводителя Третьяка и за взятие его самого со многими офицерами и знатною частию его людей в полон, также и за сделанные им с отличною ревностию разные поиски над возмутителями в 772 году.